# ميخائيل كونلي
ميخائيل كونلي (بالإنجليزية: Michael Connelly)‏ هو نقابي نيوزيلندي، ولد في 29 أبريل 1887 في Kakaramea ‏ في بابوا غينيا الجديدة، وتوفي في 30 أكتوبر 1970 في كرايستشرش في نيوزيلندا.